# M3GAN 2.0
M3GAN 2.0 (uitgesproken als Megan 2.0) is een Amerikaanse sciencefiction-horrorfilm uit 2025, geregisseerd en mede geschreven door Gerard Johnstone. De film is een sequel op M3GAN uit 2022. De hoofdrollen worden vertolkt door Allison Williams, Violet McGraw, Amie Donald en Jenna Davis.

## Verhaal
Twee jaar na de gebeurtenissen in M3GAN is Gemma auteur geworden en pleit ze voor de regulering van kunstmatige intelligentie, terwijl ze een nog steeds actieve "M3GAN" opsluit in een kleine, ongevaarlijke robotpop. De technologie van M3GAN wordt echter gestolen en gebruikt door een defensieaannemer om een militaire robot genaamd Amelia te creëren. Amelia wordt zelfbewust, keert zich tegen haar makers en probeert de macht over te nemen. Gemma's nichtje Cady overtuigt haar om "M3GAN" te herbouwen met geavanceerde upgrades, zodat ze Amelia kan bestrijden.

## Rolverdeling
| Acteur               | Personage                                                                |
| -------------------- | ------------------------------------------------------------------------ |
| Allison Williams     | Gemma                                                                    |
| Violet McGraw        | Cady                                                                     |
| Amie Donald          | M3GAN                                                                    |
| Jenna Davis          | M3GAN (stem)                                                             |
| Brian Jordan Alvarez | Cole                                                                     |
| Jen Van Epps         | Tess                                                                     |
| Ivanna Sakhno        | AMELIA (Autonomous Military Engagement Logistics & Infiltration Android) |
| Aristotle Athari     | Christian Bradley                                                        |
| Timm Sharp           | Tim Sattler                                                              |
| Jemaine Clement      | Alton Appleton                                                           |

## Productie
In november 2022 meldde The New York Times dat Universal Pictures tevreden was met de kassaopbrengsten van M3GAN en plannen had voor een vervolg. In januari 2023 bevestigde Gerard Johnstone de gesprekken over een vervolg. Een paar weken later bevestigde Universal een releasedatum en dat de titel M3GAN 2.0 zou zijn. Akela Cooper zou terugkeren om het script voor het vervolg te schrijven en Johnstone zou ook terugkeren om te regisseren. Allison Williams, Violet McGraw, Amie Donald, Jenna Davis, Brian Jordan Alvarez en Jen Van Epps nemen hun rollen uit de vorige film opnieuw op, terwijl Ivanna Sakhno, Timm Sharp, Aristotle Athari en Jemaine Clement zich bij de hoofdcast voegden.

### Filmopnames
De filmopnames gingen op 15 juli 2024 van start in Auckland, Nieuw-Zeeland en werden na 52 draaidagen op 21 september afgerond.

## Release en ontvangst
M3GAN 2.0 ging op 24 juni 2025 in première in New York om vervolgens op 27 juni in première te gaan in de Amerikaanse bioscopen. De film kreeg middelmatige kritieken van de filmcritici, met een score van 59% op Rotten Tomatoes, gebaseerd op 234 beoordelingen.

### Kassaopbrengsten
M3GAN 2.0 ging in de Amerikaanse bioscopen in première naast F1: The Movie met de verwachting van een bruto-opbrengst in het openingsweekend van 20 miljoen Amerikaanse dollars in 3112 bioscopen. De film bracht uiteindelijk 10,2 miljoen dollar op in zijn openingsweekend en eindigde daarmee op de vierde plaats aan de kassa. Op 29 juni 2025 had de film, samen met de opbrengst van 6,9 miljoen dollar in de andere gebieden, een totale opbrengst van 17,1 miljoen dollar.